# Ala Rusonis
Die Ala Rusonis (deutsch Ala des Ruso) war eine römische Auxiliareinheit. Sie ist durch eine Inschrift belegt.

## Namensbestandteile
- Rusonis: des Ruso. Einer der ersten Kommandeure der Einheit war vermutlich ein ansonsten unbekannter Ruso, nach dem die Ala benannt wurde.

Da es keine Hinweise auf den Namenszusatz milliaria (1000 Mann) gibt, war die Einheit eine Ala quingenaria. Die Sollstärke der Ala lag bei 480 Mann, bestehend aus 16 Turmae mit jeweils 30 Reitern.

## Geschichte
Der Grabstein des Adbogius wurde in Mainz gefunden; deshalb war die Einheit wohl in der Provinz Germania stationiert. Da es keine Hinweise auf ihre spätere Existenz gibt, vermutet John Spaul, dass die Ala möglicherweise in Ala Picentiana umbenannt wurde oder aber mit einer anderen Einheit zusammengelegt wurde.

## Standorte
Standorte der Ala sind nicht bekannt.

## Angehörige der Ala
Ein Angehöriger der Ala, Adbogius, ein Reiter, ist durch die Inschrift (CIL 13, 7031) bekannt.